# ذكاء الشبكة
ذكاء الشبكة (NI) هو تقنية تعتمد على مفاهيم وقدرات فحص الحزم العميق (DPI)، والتقاط الحزم وذكاء الأعمال (BI). وهو يفحص، في الوقت الفعلي، حزم بيانات IP التي تعبر شبكات الاتصالات من خلال تحديد البروتوكولات المستخدمة واستخراج محتوى الحزمة والبيانات الوصفية للتحليل السريع لعلاقات البيانات وأنماط الاتصالات. ويُشار إليها أيضًا أحيانًا باسم تسريع الشبكة أو القرصنة.
يتم استخدام NI كبرنامج وسيط لالتقاط المعلومات وتغذيتها لتطبيقات مشغلي الشبكة لإدارة عرض النطاق الترددي، وتشكيل حركة المرور، وإدارة السياسات، والشحن والفوترة (بما في ذلك الفواتير المستندة إلى الاستخدام والمحتوى)، وضمان الخدمة، وضمان الإيرادات، وتحليلات اللوحات الضخمة لأبحاث السوق، الاعتراض القانوني والأمن السيبراني. يتم دمجها حاليًا في مجموعة واسعة من التطبيقات من قبل البائعين الذين يقدمون حلولًا تقنية لمقدمي خدمات الاتصالات (CSPs) والحكومات والمؤسسات الكبيرة. تعمل شركة NI على توسيع نطاق التحكم في الشبكة وإمكانيات الأعمال ووظائف الأمان واستخراج البيانات للمنتجات والخدمات الجديدة اللازمة منذ ظهور Web 2.0 وتقنيات 3G و4G اللاسلكية.

## خلفية
يوفر تطور ونمو الإنترنت والتقنيات اللاسلكية إمكانيات لأنواع جديدة من المنتجات والخدمات، فضلاً عن الفرص للمتسللين والمنظمات الإجرامية لاستغلال نقاط الضعف وارتكاب الجرائم الإلكترونية. لذلك تحتاج حلول تحسين الشبكة والأمن إلى معالجة الزيادات الهائلة في حركة مرور IP وطرق الوصول وأنواع النشاط وحجم المحتوى الناتج. لقد عالجت أدوات DPI التقليدية من البائعين المعتمدين تاريخيًا تطبيقات محددة للبنية التحتية للشبكة مثل إدارة النطاق الترددي وتحسين الأداء وجودة الخدمة (QoS).
تركز DPI على التعرف على أنواع مختلفة من حركة مرور IP كجزء من البنية التحتية لمزود خدمة CSP. يوفر NI تحليلاً أكثر تفصيلاً. فهو يمكّن البائعين من إنشاء طبقة معلومات تحتوي على بيانات التعريف من حركة مرور IP لتغذية تطبيقات متعددة للحصول على رؤية أكثر تفصيلاً وتوسعًا للنشاط القائم على الشبكة.
تتجاوز تقنية NI تقنية DPI التقليدية، لأنها لا تتعرف على البروتوكولات فحسب، بل تستخرج أيضًا مجموعة واسعة من البيانات الوصفية القيمة. لقد جذبت القيمة المضافة التي تقدمها NI إلى الحلول المعتمدة تقليديًا على DPI انتباه محللي الصناعة المتخصصين في أبحاث سوق DPI. على سبيل المثال، تضم شركة Heavy Reading الآن شركات NI في متتبع السوق نصف السنوي الخاص بفحص الحزم العميقة.

## ذكاء الأعمال لشبكات البيانات
بنفس الطريقة التي تقوم بها تكنولوجيا ذكاء الأعمال بتجميع بيانات تطبيقات الأعمال من مجموعة متنوعة من المصادر لرؤية الأعمال واتخاذ قرارات أفضل، تقوم تقنية NI بربط بيانات حركة مرور الشبكة من مجموعة متنوعة من مركبات اتصالات البيانات من أجل رؤية الشبكة، مما يتيح أمانًا إلكترونيًا أفضل وخدمات IP . ومع التغيرات المستمرة في شبكات الاتصالات وكيفية تبادل المعلومات، لم يعد الأشخاص مرتبطين حصريًا بخطوط المشتركين المادية. يمكن للشخص نفسه التواصل بطرق متعددة - FTP، وبريد الويب، وVoIP، والمراسلة الفورية، والدردشة عبر الإنترنت، والمدونات، والشبكات الاجتماعية - ومن نقاط وصول مختلفة عبر أجهزة الكمبيوتر المكتبية، وأجهزة الكمبيوتر المحمولة، والأجهزة المحمولة.
توفر NI وسيلة للتعرف بسرعة على التفاعلات التي تشمل مستخدمي الإنترنت والتطبيقات والبروتوكولات وفحصها وربطها، سواء كانت البروتوكولات نفقية أو تتبع نموذج OSI أم لا. تتيح هذه التقنية فهمًا عالميًا لحركة مرور الشبكة للتطبيقات التي تحتاج إلى ربط المعلومات مثل من يتصل بمن ومتى وأين وكيف، أو من يصل إلى قاعدة البيانات ومتى والمعلومات التي يتم عرضها. عند دمجها مع أدوات ذكاء الأعمال التقليدية التي تفحص جودة الخدمة وخدمة العملاء، تقوم NI بإنشاء رابطة قوية بين بيانات المشتركين والشبكة.

## استخدامها في الاتصالات السلكية واللاسلكية
تتعرض شركات الاتصالات ومقدمو خدمات الإنترنت (ISP) ومشغلو شبكات الهاتف المحمول (MNOs) لضغوط تنافسية متزايدة للانتقال إلى نماذج أعمال الأنابيب الذكية. تنطبق أيضًا فرص توفير التكاليف والإيرادات التي تدفع استراتيجيات الأنابيب الذكية على موفري معدات الشبكات وبائعي البرامج ومتكاملي الأنظمة الذين يخدمون الصناعة.
ونظرًا لأن NI تلتقط معلومات تفصيلية من مئات تطبيقات IP التي تعبر شبكات الهاتف المحمول، فإنها توفر الرؤية والتحليل المطلوبين لطلب المستخدم لإنشاء وتقديم خدمات مميزة، بالإضافة إلى إدارة الاستخدام بمجرد نشرها.
NI كتقنية تمكينية لتطبيقات الأنابيب الذكية
تعتبر مقاييس العملاء مهمة بشكل خاص لشركات الاتصالات لفهم سلوكيات المستهلك وإنشاء خدمات IP مخصصة. تتيح NI قياس الجمهور بشكل أسرع وأكثر تطورًا، وتحليل سلوك المستخدم، وتقسيم العملاء، والخدمات الشخصية.
تعتبر مقاييس الشبكة في الوقت الفعلي مهمة بنفس القدر بالنسبة للشركات لتقديم الخدمات وإدارتها. تقوم NI بتصنيف البروتوكولات والتطبيقات من الطبقات من 2 إلى 7، وإنشاء بيانات تعريفية لجلسات الاتصال، وربط النشاط بين جميع الطبقات، وهو ما ينطبق على عرض النطاق الترددي وتحسين الموارد، وجودة الخدمة، والفواتير القائمة على المحتوى، وجودة الخبرة، ومراقبة الاحتيال عبر بروتوكول الإنترنت (VoIP)، والامتثال التنظيمي.

## استخدامها في الحوسبة السحابية
تعمل اقتصاديات وسرعة نشر الحوسبة السحابية على تعزيز التبني السريع من قبل الشركات والهيئات الحكومية. ومع ذلك، من بين المخاوف مخاطر أمن المعلومات والاكتشاف الإلكتروني والامتثال التنظيمي والتدقيق. وتخفف NI من المخاطر من خلال توفير البنية التحتية كخدمة (IaaS). )، وموردو النظام الأساسي كخدمة (PaaS) والبرمجيات كخدمة (SaaS) الذين يتمتعون بالوعي الظرفي في الوقت الفعلي لنشاط الشبكة، والشفافية الحاسمة لتهدئة مخاوف العملاء المحتملين. يمكن للمورد إثبات أمان الشبكة المتشدد لمنع تسرب البيانات أو سرقة البيانات ومسار تدقيق لا يمكن دحضه لجميع معاملات الشبكة - الاتصالات والمحتوى - المتعلقة بحساب العميل، على افتراض الامتثال للوائح والمعايير.

## استخدامها في الحكومة
تقوم NI باستخراج المعلومات وربطها مثل من يتصل بمن ومتى وأين وكيف، مما يوفر الوعي الظرفي للاعتراض القانوني والأمن السيبراني. يسمح التقاط البيانات واستخراجها وتحليلها في الوقت الفعلي للمتخصصين في مجال الأمن باتخاذ تدابير وقائية وحماية أصول الشبكة في الوقت الفعلي كتحليل مكمل بعد الوفاة بعد الهجوم.

## استخدامها في الأعمال التجارية
نظرًا لأن NI يجمع بين مراقبة الشبكة في الوقت الفعلي واستخراج بيانات تعريف IP، فإنه يعزز فعالية التطبيقات الخاصة بأمن قاعدة البيانات وتدقيق قاعدة البيانات وحماية الشبكة. يمكن أيضًا استخدام رؤية الشبكة التي توفرها NI لبناء التحسينات وحلول الجيل التالي لإدارة أداء الشبكة، وتحسين شبكة WAN، وإدارة تجربة العملاء، وتصفية المحتوى، والفوترة الداخلية للتطبيقات المتصلة بالشبكة.